# Dicky Wells
Pour les articles homonymes, voir Wells.
William Wells, dit Dicky (parfois Dickie) est un tromboniste de jazz américain (Centerville, Tennessee, 1907- New York, 1985),.

## Discographie
Enregistrements :
- Dicky Wells blues (1937)
- Dicky's dream (avec Basie, 1939)
- I got rhythm (Kansas City Six, 1944)
- Blues for my baby (avec Joe Thomas, 1958)